# Calle Schulman
Carl Johan Morgan "Calle" Schulman, född 11 december 1979 i Hemmesdynge, Trelleborgs kommun, är en svensk mediepersonlighet och bloggare.
Calle Schulman har varit ett återkommande inslag, och även programledarvikarie, i morgonprogrammet Vakna med The Voice som sänds på Kanal 5 och The Voice. Han medverkade under 2008 i humorprogrammet Sverige pussas och kramas. Calle Schulman har tidigare jobbat med Kanal 5 och var då producent för skandalsåpan Kungarna av Tylösand som sändes 2010. I produktionen medverkade också hans dåvarande fru Anitha Schulman som projektledare och hans svägerska Amanda Schulman.
Under 2015 arbetade Schulman som creative director på MSL Group, men slutade kort därefter och var 2017 en av Sveriges bäst betalda medieprofiler.
2021 deltog han i debatten om höga sjuktal i kommunikationsbranschen där han bland annat kallade jämnåriga branschkollegor för "tröttmössor".

## Familj
Calle Schulman är son till Allan Schulman och Lisette Schulman samt dotterson till Sven Stolpe. Han är bror till Alex Schulman. Han tillhör adliga ätten Schulman (nummer 176). 
I sitt äktenskap med Anitha Schulman har han en dotter (född 2011) och en son (född 2014). Paret separerade 2016.